# CNBC

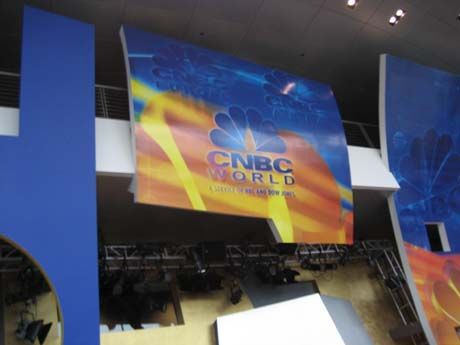
CNBC-Zentrale in Englewood Cliffs

CNBC [siˌʲɛnbiˈsiː] (ursprünglich eine Abkürzung für Consumer News and Business Channel; übersetzt: Verbrauchernachrichten- und Wirtschaftskanal) ist eine Gruppe von Nachrichtensendern. Sie gehören zur Senderfamilie von NBCUniversal, einer Tochtergesellschaft von Comcast. CNBC und seine internationalen Ableger übertragen Wirtschaftsnachrichten und informieren live vom Geschehen an den Finanzmärkten. Nach eigenen Angaben erreichen die Sender insgesamt rund 390 Millionen Zuschauer weltweit.

## Geschichte
Am 17. April 1989 riefen NBC und Cablevision den US-amerikanischen Sender Consumer News and Business Channel ins Leben. Das Programm wurde in den Studios in Fort Lee, New Jersey produziert. Im Mai 1991 fusionierte der Sender mit dem Konkurrenzkanal FNN (Financial News Network). Zuvor hatte CNBC mit einem Mangel an Zuschauern zu kämpfen. Der Platzhirsch FNN geriet in finanzielle Schieflage. Im Rahmen der Vereinigung verkaufte nicht nur der einstige Miteigentümer Cablevision seine Anteile an NBC. Auch der ursprüngliche Name Consumer News and Business Channel fiel weg. Bis Mitte der 1990er Jahre hieß der Kanal CNBC/FNN.
1995 fasste der Sender auch auf dem asiatischen Kontinent Fuß, gründete den Wirtschaftskanal CNBC Asia. Ein Jahr später folgte der Sender CNBC Europe. 1997 vereinbarten CNBC und Dow Jones & Company eine strategische Partnerschaft. Diese sah eine enge inhaltliche Zusammenarbeit mit der Nachrichtenagentur Dow Jones Newswires und der Zeitung The Wall Street Journal vor. Im gleichen Jahr fusionierten CNBC Asia und CNBC Europe mit den zu Dow Jones gehörenden Nachrichtensendern ABN (Asia Business News) und EBN (European Business News). Fortan trugen CNBC und seine internationalen Ableger stets die Unterzeile A Service of NBC and Dow Jones (ein Service von NBC und Dow Jones).
Mit dem Boom des Internets und den daraus resultierenden Technologien und Geschäftsfeldern erreichte der Sender immer mehr Zuschauer. Im Jahr 2003 wechselte der Kanal seine Studios, zog nach Englewood Cliffs, New Jersey. Dort erfolgte die vollständige Umstellung auf digitale Videoproduktion. Außerdem sendet CNBC US seit dem 10. Oktober 2007 das High Definition Programm CNBC HD+.
Ende 2005 verkaufte Dow Jones seine Anteile an CNBC Asia und CNBC Europe an NBC. Unangetastet blieb allerdings die Zusammenarbeit mit dem amerikanischen Sender.
CNBC ist mit einem Gewinn von über 333 Millionen Dollar im Jahr 2007 (bei einem Umsatz von rund 510 Millionen Dollar) der zweitprofitabelste Kabelsender von NBC Universal in den USA. Am 15. Oktober 2007 erhielt CNBC in den Vereinigten Staaten Konkurrenz durch den ähnlich konzipierten Wirtschaftssender Fox Business Network vom Medienmogul Rupert Murdoch. Dieser plant sein Programm auch weltweit zu verbreiten.

## Programm von CNBC Europe
Gesendet wird börsentäglich live zwischen 0:30 Uhr und 23 Uhr (Eastern Standard Time). Nachts und am Wochenende sendet CNBC Europe Interviews (z. B. in den Reihen The Brave Ones, The Leadership League und CNBC Meets: Defining Values), Nachrichtenkommentarformate (z. B. Meet the Press – Aufzeichnungen von NBC News), Dokumentationen (z. B. in den Reihen Sustainable Energy und Shaping the Future), Dauerwerbesendungen und Shows wie die Tonight Show (aktuell mit Jimmy Fallon), The Apprentice, Deal or No Deal sowie 1 vs. 100 – Produktionen des Schwestersenders NBC.
Außerdem gibt es den kostenpflichtigen Stream CNBC+.
Börsentägliche Sendungen:
Neu: CNBC Europe - Programm 
- Europe Early Edition – Silvia Amaro
- Squawk Box Europe – Steve Sedgwick, Julianna Tatelbaum and Karen Tso
- Decision Time

| Uhrzeit (UTC-5) | Sendung                 | Moderatoren                                 |
| --------------- | ----------------------- | ------------------------------------------- |
| 00:30–01 Uhr    | NBC Nightly News        |                                             |
| 01–03 Uhr       | Asia Squawk Box         | Becky Quick, Andrew Ross Sorkin, Joe Kernen |
| 03–06 Uhr       | Asia Street Signs       | Brian Sullivan, Amanda Drury, Carolin Roth  |
| 06–07 Uhr       | Asia Capital Connection |                                             |
| 07–10 Uhr       | Europe Squawk Box       |                                             |
| 10–11 Uhr       | Europe Street Signs     | Amanda Drury, Carolin Roth                  |
| 11–12 Uhr       | US Worldwide Exchange   | Brian Sullivan                              |
| 12–15 Uhr       | US Squawk Box           | Andrew Ross Sorkin, Joe Kernen              |
| 15–17 Uhr       | US Squawk on the Street | Jim Cramer, Carl Quintanilla, David Faber   |
| 17–18 Uhr       | US Squawk Alley         |                                             |
| 18–19 Uhr       | US Halftime Report      |                                             |
| 19–20 Uhr       | US The Exchange         |                                             |
| 20–21 Uhr       | US Power Lunch          |                                             |
| 21–23 Uhr       | US Closing Bell         |                                             |

## CNBC International
Am 9. Dezember 1997 haben Dow Jones und NBC ein Gemeinschaftsunternehmen verkündet, um internationale Versionen von CNBC einzuführen.
Die Primärbetriebe sind CNBC Europe aus London und CNBC Asia aus Hongkong und Singapur. Seit dem 1. Juni 2007 sendet CNBC Africa, dessen Hauptquartier sich in Sandton, Johannesburg befindet. Täglich stellen die Mitarbeiter ein neun Stunden Wirtschaftsprogramm für Afrika zusammen. Die restliche Zeit wird das Programm größtenteils von CNBC Europe übernommen. Allerdings gibt es auch einige Sendungen von CNBC Asia und CNBC (US).
NBC Universal hat auch einen Kanal für Lateinamerika (CNBC Latin America), auf dem das Live-Programm vom U.S-CNBC, und seit der Fusion mit NBC Universal das CNBC World Live-Programm, übertragen wird. Es gibt auch eine Reihe von lokalen CNBC-Diensten, wie die japanische Version (Nikkei-CNBC), die türkische Version (CNBC-e) und die südkoreanische Version (SBS-CNBC).
Die internationalen CNBC-Varianten übertragen dieselbe Art von Programm wie CNBC U.S. sowie dessen Haupt-Wirtschaftssendungen.
CNBC Europe- und CNBC Asia-Sendungen können in Nordamerika über den Kabelsender CNBC World gesehen werden.
In Indien ist CNBC Asia bei der „Television Eighteen“ Firma vertreten, die einen englischsprachigen Wirtschaftsnachrichtensender namens „CNBC TV18“ und einen Hindi Wirtschaftsnachrichtensender namens „Awaaz“ veranstalten. CNBC TV18 ist zudem Indiens meistgesehener englischer Nachrichtensender.
In Deutschland war CNBC Europe bis 2009 bei der Börsen-Berichterstattung an einer Kooperation mit N24 beteiligt. Seither kooperiert N24 bei seinen Börsennachrichten mit dem Deutschen Anleger Fernsehen.